# Geografía de los Alpes

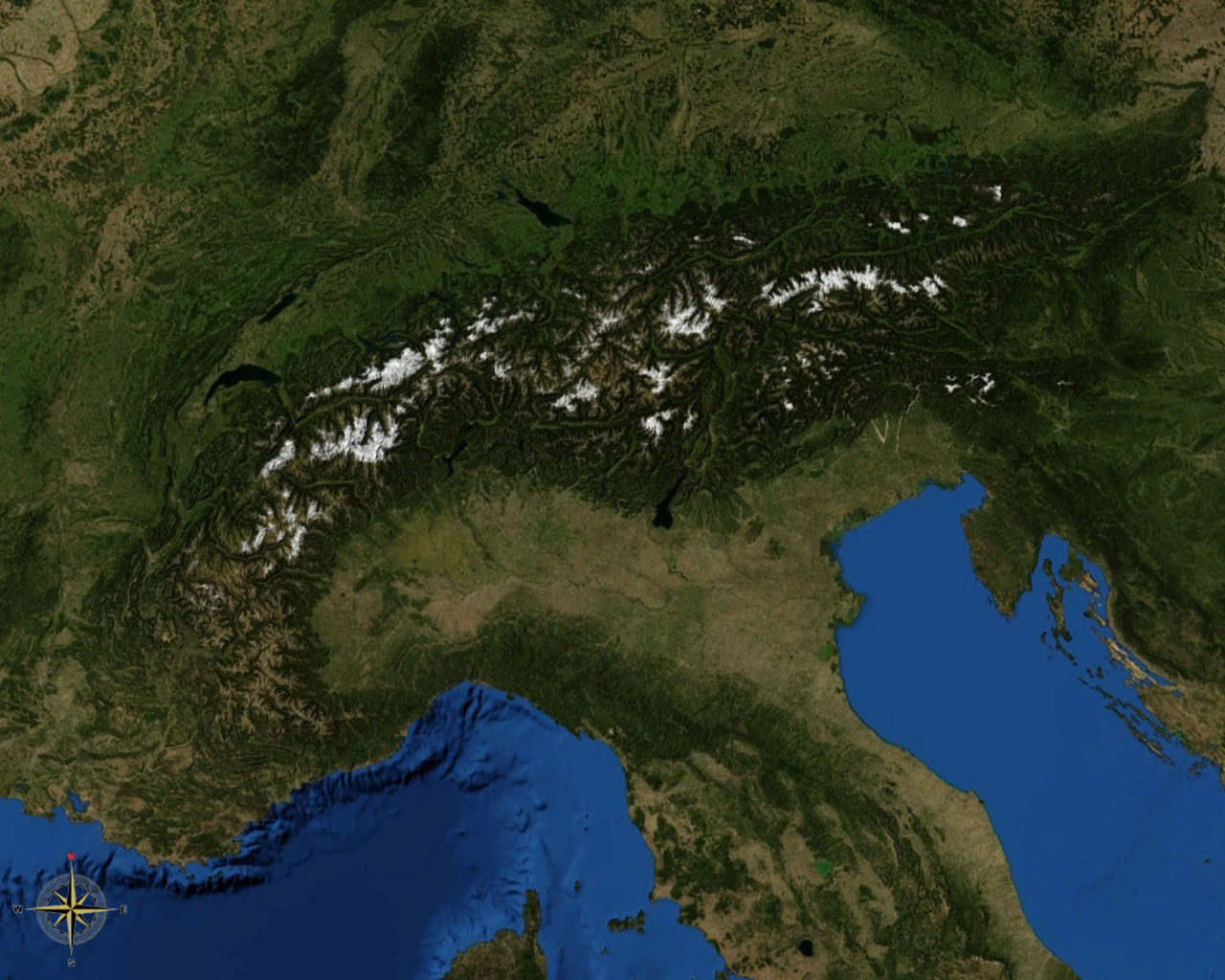
Los Alpes desde el espacio

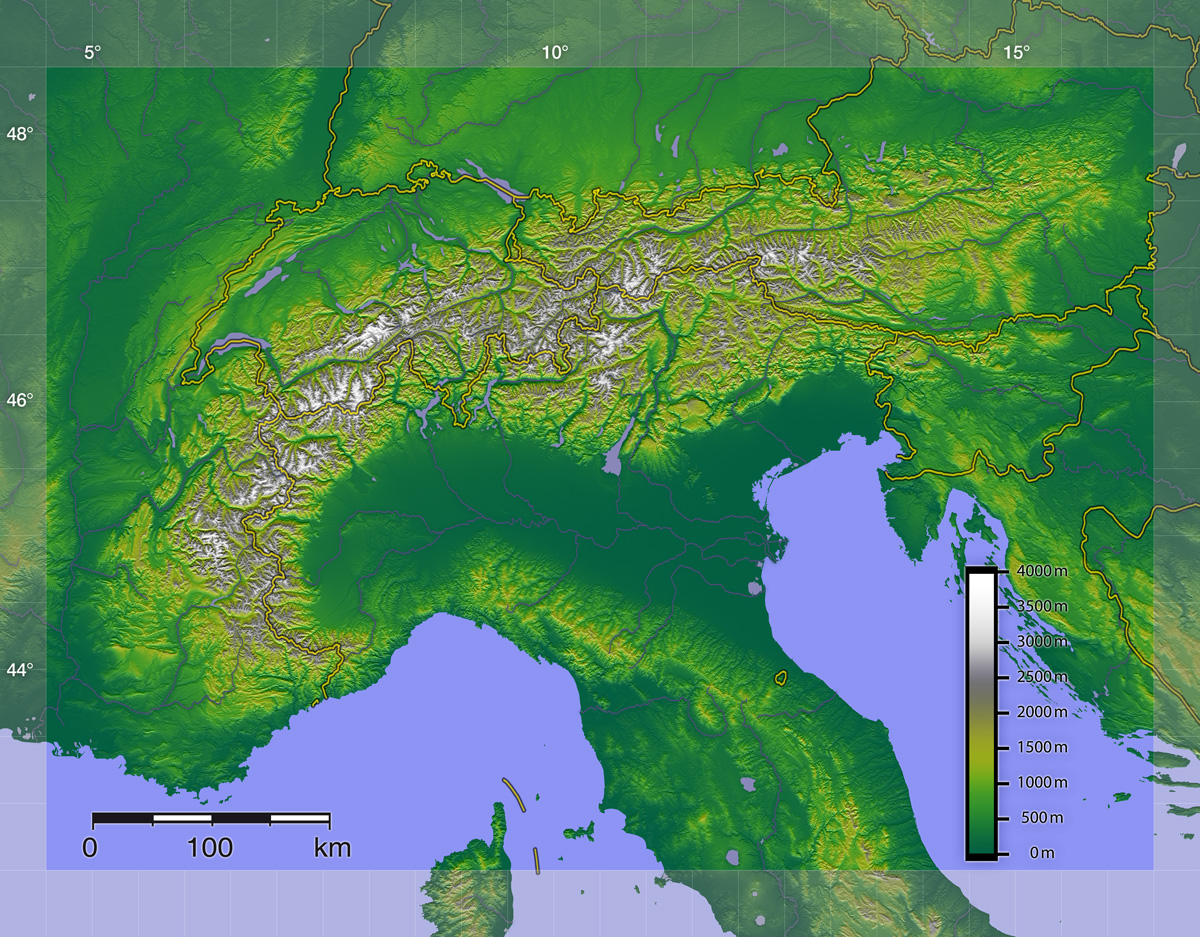
Relieve sombreado basado en DEM/imagen hipsométrica de los Alpes con los límites de los países

La  geografía de los Alpes abarca una gran superficie. Este artículo describe los límites de los Alpes en su totalidad, y también las subdivisiones de la cordillera, siguiendo el curso de las principales cadenas de los Alpes y describe los lagos y los glaciares que se encuentran en la región.

## Límites de los Alpes
Los Alpes forman una larga cordillera que domina Europa Central, incluyendo partes de Italia, Francia, Suiza, Liechtenstein, Austria, Eslovenia, Alemania y (si se incluye la sierra Günser Gebirge o el Ödenburger Gebirge en los Alpes) Hungría. En algunas zonas, como en el borde de la cuenca del Po, el límite de la cordillera no deja lugar a dudas, pero donde los Alpes limitan con otras regiones montañosas o con colinas, la frontera puede ser más difícil de trazar. Estas cordilleras vecinas son los Apeninos, el Macizo Central, el Jura, la Selva Negra, la Böhmerwald, los Cárpatos y las montañas de la península balcánica.
El límite entre los Apeninos y los Alpes se señala normalmente en el Colle di Cadibona, a 435 m s. n. m., sobre Savona en la costa italiana.
El río Ródano forma un claro límite entre los Alpes formados tectónicamente del Macizo Central, formado en gran medida volcánicamente. Si se va corriente arriba, el Ródano tuerce hacia el este cerca de Lyon, y forma parte del límite entre los Alpes y el Jura que acaba en el lago Ginebra. Una zona de llanura va desde aquí al lago Neuchâtel, continuando la frontera, con el Jura al noroeste y los Alpes al sureste. Desde el lago Neuchâtel a su confluencia con el Rin, el Aar forma el límite.
La Selva Negra está separada de los Alpes por el Rin y el lago Constanza, pero la delimitación exacta es difícil en la Alemania meridional, donde la tierra va alzándose suavemente para encontrar las montañas (conocido en alemán como Schwäbisch-Bayerisches Alpenvorland, los "Prealpes suabo-bávaros").
En Austria, el Danubio corre al norte de los Alpes, separándolos de la mayor parte de la Böhmerwald, aunque algunas pequeñas zonas, como el Dunkelsteiner Wald al sur de Wachau, pertenecen geológicamente a la Selva de Bohemia (Böhmerwald) a pesar de estar al sur del Danubio. El Wienerwald cerca de Viena forma la esquina noreste de los Alpes, y aquí el Danubio pasa por su punto más cercano a los Alpes (véase Cuenca Vienesa).
Al este de Viena, sólo el Marchfeld, un terreno inundable de 30 km de ancho separa la parte más oriental de los Alpes de los Pequeños Cárpatos. Después de Viena, la Llanura Panónica una gran zona de estepa se encuentra con el borde de los Alpes, señalando claramente el límite oriental de la cordillera.
La extensión más suroriental de los Alpes se encuentra en Eslovenia, incluyendo Pohorje, los Alpes Kámnicos y los Alpes Julianos (estos últimos compartidos con Italia). La ciudad de Idrija puede tomarse como punto de referencia para la línea que divide los Alpes al norte y la meseta de Karst al sur, que luego lleva a las montañas de los Balcanes.
El resto del límite meridional de los Alpes está claramente marcado por el río Po y su cuenca.
Esta delimitación de los Alpes, sin embargo, es en gran medida subjetiva y abierta a la discusión. En particular, algunos restringen el uso del término "Alpes" a las montañas más altas en el centro de la cordillera, relegando las sierras y colinas que las rodean al estatus de Prealpes o piedemonte. Esto puede a veces llevar a definiciones contradictorias, tales como considerar al Mont Ventoux fuera de los Alpes (no hay alrededor de él montañas comparativamente del mismo tamaño, y está a considerable distancia de la principal cadena de los Alpes).
No es posible, igualmente, definir a los Alpes geológicamente, puesto que los mismos acontecimientos orogénicos que crearon los Alpes también crearon cordilleras vecinas como los Cárpatos. Véase también Geología de los Alpes. Los Alpes son una provincia fisiográfica distintiva respecto al más amplio Sistema Alpino, pero los Alpes están compuestos de tres secciones fisiográficas distintivas, las secciones fisiográficas de los Alpes orientales, meridionales y occidentales.

## Subdivisión
Mientras que pequeños grupos dentro de los Alpes pueden definirse fácilmente por los pasos a ambos lados, definir grandes unidades puede ser problemático. Existe una división tradicional entre los Alpes occidentales y los Alpes orientales, que usa el paso de Splügen (italiano, Passo dello Spluga) en la frontera suizo-italiana, junto con el Rin al norte y el lago Como en el sur como los rasgos definitorios. Aunque el paso de Splügen no es ni el paso más bajo ni tampoco el más importante de los Alpes, queda aproximadamente a la mitad de la longitud de la cadena principal, y por eso es un límite conveniente.

### Alpes orientales
Los Alpes orientales están normalmente subdivididos de conformidad con la diferente litología (composición de la roca) de las partes más centrales de los Alpes y los grupos en sus bordes norte y sur:
- Zona de flysch (hasta los Bosques de Viena a Bregenzerwald. El Jura suizo no pertenece geográficamente a los Alpes;
- Alpes calizos septentrionales, con picos de hasta 3000 m;
- Alpes orientales centrales (Austria, Suiza), picos de hasta 4050 m;
- Alpes calizos meridionales, picos de hasta 3500 m.

El límite entre los Alpes centrales y los Alpes calizos meridionales se encuentra en la falla periadriática. Los Alpes calizaos septentrionales están separados de los Alpes orientales centrales por la zona de Greywacke.
Sin embargo, la subdivisión geológica, basada en la tectónica, sugiere un sistema diferente:
- El sistema helvético al norte (incluyendo los montes Jura),
- El sistema penínico: principalmente los Alpes centrales (Ventana de Engadine y de Tauern) y Alpes de flysch,
- El sistema austroalpino: Alpes calizos septentrionales, zona de Graywacke-esquisto, cristalino central,
- los Alpes meridionales (Alpes calizos meridionales y otras cadenas al sur de la falla periadriática)
- partes al sur de una enorme falla geológica ("falla dinárico-alpina") de los Alpes Dináricos.

Dentro de los Alpes orientales, la subdivisión más ampliamente utilizada es la de Alpenvereins-Einteilung (=disposición del club alpino), que divide la región en setenta áreas menores. Véase Alpes calcáreos septentrionales, Alpes orientales centrales y Alpes calcáreos meridionales para más detalles.
Denominaciones regionales dentro de los Alpes orientales son los Alpes de Baviera, del Tirol, con las cadenas Zillertal y Tauern, Lombardos, Dolomíticos o dolomitas, Cárnicos, Julianos y Karawanken.

### Alpes occidentales
Los Alpes occidentales se subdividen normalmente en los siguientes:
- Alpes Ligures (desde Savona a Colle di Tenda)
- Alpes Marítimos (desde Colle di Tenda a Colle de la Maddalena)
- Alpes Cocios (desde Colle de la Maddalena a Col du Mont Genevre)
- Alpes del Delfinado (desde Col du Mont Genevre a Col du Mont Cenis)
- Alpes Grayos (desde Col du Mont Cenis al paso del Pequeño San Bernardo)
- Alpes del Chablais (desde el lago Ginebra hasta el Col des Montets)
- Alpes Peninos (desde el paso del Pequeño Gran San Bernardo hasta el puerto del Simplon)
- Alpes Lepontinos (desde el puerto del Simplón al paso Splügen)
- Alpes Berneses (al norte del Ródano hasta el paso de Grimsel)
- Alpes Urner (desde el paso Grimsel hasta el río Reuss)
- Alpes glaroneses (noreste del paso Oberalp)
- Alpes de Appenzell (al norte de Sargans)

### Subdivisión italiana tradicional de los Alpes
A los niños italianos se les enseña desde la escuela primaria esta subdivisión tradicional de los Alpes: Marittime (Alpes Marítimos), Cozie (Alpes Cocios), Graie (Alpes Grayos), Pennine (Alpes Peninos), Lepontine (Alpes Lepontinos), Retiche (Alpes Réticos), Carniche (Alpes Cárnicos), Giulie (Alpes Julianos). Usualmente, para ayudar a los niños a recordar esta subdivisión, se les enseña la siguiente frase, compuesta por las primeras sílabas de los nombres de la subdivisión: "MA CO(n) GRA(n) PEN(a) LE RECA GIU" (lo que significa "pero con gran dolor él los abate").

## Cadena principal
La "cadena principal de los Alpes" sigue la vertiente del mar Mediterráneo al Wienerwald, pasando por muchos de los más altos y famosos picos de los Alpes. Los pasos más importantes y los picos que cruzan están señalados debajo (las montañas están con sangría, los pasos no). Desde el Colle di Cadibona al Col de Tende corre hacia el oeste, antes de girar al noroeste y luego, cerca del Colle de la Maddalena, al norte. Al alcanzar la frontera suiza, la línea de la principal cadena toma una dirección aproximada este-noreste, una dirección que sigue hasta que alcanza su final cerca de Viena.
Algunos de los picos más altos de los Alpes, sin embargo, quedan fuera de esta cadena principal. Entre ellos cabe señalar:
- Barre des Écrins (FRA, 4102 m, el punto más alto de los Alpes del Delfinado)
- Gran Paradiso (ITA, 4061 m, el punto más alto de los Alpes Grayos)
- Finsteraarhorn (SUI, 4274 m, el punto más alto de los Alpes Berneses)
- Jungfrau (SUI, 4158 m, Alpes Berneses)
- Ortler / Cima Ortles (ITA, 3905 m)
- Marmolada (ITA, 3343 m, punto más alto en los Dolomitas)
- Tödi (SUI, 3614 m, punto más alto de los Alpes glaroneses)
- Triglav ( Eslovenia, 2863 m, punto más alto de los Alpes Julianos).

Para una lista más detallada de los puertos de montaña, léase el artículo dedicado a cada área concreta de los Alpes.

## Glaciares
En los Alpes se encuentran varios glaciares, el más largo de los cuales es el glaciar Aletsch en los Alpes Berneses. Se encuentran en todos los grupos más altos de montañas desde los Alpes del Delfinado en Francia al Hohe Tauern en Austria central, y las principales rutas de ascenso en muchas de las montañas más altas cruzan glaciares.

## Lagos
Hay muy pocos lagos de gran tamaño en los Alpes, pero hay toda una serie de ellos ubicados en sus bordes, particularmente en zonas que anteriormente estuvieron cubiertas por lenguas glaciares. Entre ellos están el lago Mayor, lago Como y lago Garda en la parte meridional de los Alpes en Italia, y los lagos de Suiza, Alemania meridional y el Salzkammergut austriaco en el norte.

## Ríos
Las principales cuencas de los Alpes son las del Rin, el Ródano, el Danubio y el Po que tienen los siguientes afluentes principales:
- río Rin: Aare, Reuss, Rin posterior;
- río Ródano: Durance, Drôme, Isère;
- río Danubio: Save, Drave, Mura, Enns, Eno;
- río Po: Oglio, Adda, Ticino, Dora Baltea.

Otros ríos importantes que drenan los Alpes son el Var, el Adigio y el Piave.
La divisoria triple Rin-Ródano-Po queda al sur del Puerto de Furka, en 46°31′N 8°27′E / 46.517, 8.450; 
la divisoria Rin-Po-Danubio se señala en el paso Lunghin, Grisones (46°25′N 9°39′E / 46.417, 9.650, 2645 m);
la divisoria Po-Danubio-Adigio está en la frontera suizo-italiano, al sur de Val Müstair, en 46°34′N 10°22′E / 46.567, 10.367.

## Zonas protegidas
En los Alpes hay diversos parques nacionales que protegen áreas de gran interés ecológico.
En Francia se encuentran el Parque nacional de Écrins, Mercantour y Vanoise (1963, emparejado con el del Gran Paradiso de Italia).
En Suiza se encuentra el Parque nacional Suizo (1914), y en Alemania el Parque nacional de Berchtesgaden. En Italia están el ya mencionado Gran Paradiso y el Stelvio). En Eslovenia se encuentra el Parque nacional Triglav.
Finalmente, Austria tiene cuatro parques nacionales en los Alpes: Parque nacional Hohe Tauern, Kalkalpen, Gesäuse y Nockberge (sólo IUCN categoría V)